# Louis Beam
Louis Ray Beam, Jr. (n. 20 august 1946, Lake Jackson⁠(d), Texas, SUA) este un naționalist american cunoscut pentru rolul de lider al organizației Ku Klux Klan. Imediat după încheierea studiilor liceale, acesta s-a înrolat în armata Statelor Unite și a luat parte la războiul din Vietnam unde a fost artilerist pe elicopter⁠(d). Pentru activitățile desfășurate în Vietnam i-a fost acordată medalia Crucea pentru Distincție în Zbor. După reîntoarcerea în țară, acesta a devenit membru al KKK. Prima sa acțiune a fost să lupte împotriva ajutorului guvernamental oferit pescarilor vietnamezi care au imigrat în SUA. Beam a fost și liderul miliției Texas Emergency Reserve⁠(d), desființată în 1982 ca urmare a unui proces intentat de Southern Poverty Law Center⁠(d) în baza legiii antimiliție a statului Texas. Procesul a fost cauzat după ce membrii grupului au început să hărțuiască pescarii vietnamezi în timpului sezonului din 1981. Într-o tabără din apropiere de Houston, Beam organiza antrenamente militare pentru diverși indivizi, printre care erau și copii de 8 ani; tabăra a fost închisă după o serie de proteste și plângeri formulate de părinții copiilor. Într-o audiere înregistrată video în cazul pescarilor vietnamezi, Beam susține că „vom prelua puterea în această țară”. Acesta a fost achitat într-un dosar în care era acuzat că plănuia să răstoarne guvernul Statelor Unite. După ce s-a mutat în Idaho, Beam a devenit membru activ al organizației Aryan Nations. Este considerat drept prima personalitate importantă din cadrul mișcării care să militeze în favoarea strategiei leaderless resistance (în română „rezistență fără lider”).